# 永遠なる愛の共同体
永遠なる愛の共同体（The Brotherhood of Eternal Love）は、アメリカ合衆国の幻覚剤の使用と流通のための組織団体。
1960年代半ばから1970年代後半に活動し「サイケデリック革命」のために薬物を生産し流通させた。組織は、ジョン・グリッグス（John Griggs）がコミューン（共同体）としてはじめたが、1969年にはLSDを製造し、ハシシを輸入した。カリフォルニア州オレンジ郡を拠点とし、1960年代後半から「オレンジ・サンシャイン」と名付けられたLSDを、ベトナムのアメリカ軍キャンプへと流通させた。最盛期には世界最大のLSD流通網を形成し、FBIは750人で構成されるヒッピー・マフィアと呼んだが、その実態はLSDを世に広めることで世界を変えるということを目的にしていた。

## 沿革
1966年、ジョン・グリッグスというがっしりとした男が率いる、バイクで暴走する不良グループが、ある男に銃を突きつけ隠し持っていたサンド社製のLSDを奪いとり、その1週間後、ジョシュア・ツリー国立公園の丘でLSDを飲み干した。グリッグスは神秘主義に染まっていき、同年の夏にはティモシー・リアリーに会いにミルブルックまで行った。リアリーは、グリッグスについて「字さえろくに書けないが、カリスマがあり、瞳には輝くものがある」と興味を抱いた。グリッグスは、師とあがめるリアリーの言葉を受け、1966年10月、「永遠なる愛の共同体」を正式に宗教法人として発足する。アメリカ先住民のネイティブ・アメリカン・チャーチが幻覚サボテンのペヨーテを使うように、LSDを法的に堂々と使える日を夢見た。以下のような目的をかかげた。

神が存在するという意識を世界の人々へとよりいっそう広め、キリスト、ブッダなど偉大な指導者の愛と知恵をすべての人々に広め、神の意志を伝え、そしてすべての人間には神聖な権利が、神と交信するという権利が備わっていると信じる。

グリッグスはリゾート地のラグーナ・ビーチに本拠地をかまえ、海辺にコミュニティを作って芸術家を誘い、彼らにLSDを供給した。健康食品や衣服、喫煙具を売る「ミスティック・アート・ワールド」という店を始め、ここに引き寄せられたヒッピーは共同体のメンバーとなり、安定した収入がもたらされた。しかし、増加するメンバーのために土地が必要となり、その資金源として最初は大麻を密輸し、後にオーズリーの作ったLSDを扱った。1967年にオーズリーが逮捕されると、ニコラス・サンドと、ティム・スカリーという2人の化学者が、ビリー・ヒッチコックをスポンサーにして後釜を担った。しかしスカリーはLSDこそが人間の無慈悲さをなくすと信じる純粋さを持ち、一方、サンドは暴走族のヘルズ・エンジェルズに密売を任せていたような人物で、じきに2人の間には溝ができる。1968年6月に2人の化学工場にFBIの捜査が入るが、弁護士が頑張った結果、工場を取り返し、そして永遠なる共同体が接触をはかってくる。1969年1月には、ヒッチコックをスポンサーにして共同体が流通を担い、LSD工場はフル稼働することになる。そして半年で1000万回分といわれるLSDを製造し、オレンジ色の錠剤が「オレンジ・サンシャイン」の名で世界に流通し名をとどろかせた。その年、グリッグスが薬で死に、ヒッチコックに脱税など容疑がかかると、ロナルド・ハードリー・スタークという怪しげな男があらわれ、LSDを早く製造する方法を知っているとしてLSDを持ち込み共同体を通じて流通させ、また材料を供給し製造もおこなった。
1970年、大麻所持で服役していたティモシー・リアリーが脱獄した後アルジェリアに行かせるために、永遠なる愛の共同体は、25,000ドルで極左組織のウエザーマンを雇った。
薬物捜査が多くのメンバーをカリフォルニア州、オレゴン州、マウイにおいて逮捕し、組織は1972年8月5日に終止符が打たれたが、全員が一か月以内に釈放された。捜査を免れた人も地下に潜るか、海外へと逃亡した。
このどさくさに紛れ、スタークは共同体の財産を自分のものにしてしまった。スタークは1982年にオランダで薬物取引で逮捕され、アメリカに送還されたが時効のために取り下げられ、2年後心臓発作で死んだ。1994年と1996年にさらなるメンバーが逮捕され2009年に最後のメンバーが逮捕された。ハシシを1度輸入した罪で2か月の刑に服した。
他の組織では、1977年にイギリスのリチャード・ケンプ率いるLSD製造グループが逮捕されたとき押収された量は600万服分が押収され、1970年代に世界の半分を流通させていたとされる。ケンプによるLSDを安価で早い製造法は1970年に完成し、スタークが知っていた方法である。
2010年、ニコラス・スコーはこの共同体に関する著書『オレンジ・サンシャイン』(未訳、Orange Sunshine)を出版した。2016年、ウィリアム・カークリー監督のドキュメンタリー『オレンジ・サンシャイン』が公開された。